# Японски серау
Японският серау (Capricornis crispus) е вид бозайник от семейство Кухороги (Bovidae). Възникнал е преди около 0,0117 млн. години по времето на периода кватернер. Видът не е застрашен от изчезване.

## Разпространение и местообитание
Разпространен е в Япония.
Обитава гористи местности, планини, възвишения, ливади и плантации в райони с умерен климат, при средна месечна температура около 9,4 градуса.

## Описание
Теглото им е около 43 kg.
Продължителността им на живот е около 18,6 години. Популацията на вида е нарастваща.